# Joševa (Ub)
Pour les articles homonymes, voir Joševa.
Joševa (en serbe cyrillique : Јoшева) est un village de Serbie situé dans la municipalité d’Ub, district de Kolubara. Au recensement de 2011, il comptait 422 habitants.

## Démographie
| 1948 | 1953 | 1961 | 1971 | 1981 | 1991 | 2002 | 2011 |
| ---- | ---- | ---- | ---- | ---- | ---- | ---- | ---- |
| 672  | 666  | 596  | 567  | 524  | 485  | 455  | 422  |

|  |